# Ballet du Triomphe de la beauté
Le Ballet du Triomphe de la beauté est un ballet de cour de Tristan L'Hermite représenté en 1635 et publié en 1640. Les poèmes sont intégrés en 1641 dans le recueil La Lyre.

## Présentation

### Texte
Les musicologues ont recensé quatorze titres d'airs composés sur des poèmes de Tristan, mais seulement « neuf dont on a réellement recueilli la musique ». À cet égard, « la plus lourde perte est sans doute celle des récits composés pour le Ballet du Triomphe de la beauté dansé en 1640 (repris dans La Lyre et les Vers héroïques) dont on ne connaît plus que la musique instrumentale ». 

### Publication
Le ballet est représenté les 27 février et 26 mars 1640, « pour fêter le retour de Gaston exilé », et publié la même année. Les poèmes sont intégrés dans les recueils de La Lyre, en 1641, et des Vers héroïques, en 1648.

## Postérité

### Éditions nouvelles
Le ballet est inclus dans le recueil des Ballets et mascarades de cour de Henri III à Louis XIV de Paul Lacroix, dit le Bibliophile Jacob.
Les poèmes sont réédités en 2002 dans les tomes II et III des Œuvres complètes de Tristan L'Hermite. 

### Œuvres complètes
- Jean-Pierre Chauveau et al., Tristan L'Hermite, Œuvres complètes (tome II) : Poésie I, Paris, Honoré Champion, coll. « Sources classiques » (no 41), 2002, 576 p. (ISBN 978-2-7453-0606-7)
- Jean-Pierre Chauveau et al., Tristan L'Hermite, Œuvres complètes (tome III) : Poésie II, Paris, Honoré Champion, coll. « Sources classiques » (no 42), 2002, 736 p. (ISBN 978-2-7453-0607-4)

### Anthologies
- Paul Lacroix, dit le Bibliophile Jacob, Ballets et mascarades de cour de Henri III à Louis XIV (1629-1640), t. 5, Paris, Slatkine, 1968 (1re éd. 1870), 360 p. (lire en ligne)

### Ouvrages cités
- Napoléon-Maurice Bernardin, Un Précurseur de Racine : Tristan L'Hermite, sieur du Solier (1601-1655), sa famille, sa vie, ses œuvres, Paris, Alphonse Picard, 1895, XI-632 p.
- Sandrine Berrégard, Tristan L'Hermite, « héritier » et « précurseur » : Imitation et innovation dans la carrière de Tristan L'Hermite, Tübingen, Narr, 2006, 480 p. (ISBN 3-8233-6151-1, présentation en ligne)
- Amédée Carriat, Tristan, ou L'éloge d'un poète, Limoges, Éditions Rougerie, 1955, 146 p.
- Doris Guillumette, La libre pensée dans l'œuvre de Tristan L'Hermite, Paris, Nizet, 1972, 205 p.

### Cahiers Tristan L'Hermite
- Cahiers Tristan L'Hermite, Dédié à Amédée Carriat, Limoges, Rougerie (no XXV), 2003, 112 p. (ISBN 2-85668-099-2)
Rémy Landy, Sur quelques airs de Tristan, p. 80–86
Jean-Pierre Chauveau, Quand Tristan inspirait les musiciens, p. 87–94